# Openbox
Openbox è un software libero per la gestione delle finestre nell'X Window System. Concepito per computer poco potenti, è incluso di default nel desktop environment LXDE ed LXQT.
Può essere utilizzato anche da solo oltre che insieme ad un desktop environment.

## Storia
Originariamente basato su un fork di Blackbox 0.65.0, il codice sorgente è stato totalmente riscritto in linguaggio C e dalla versione 3.0 il progetto Openbox non contiene alcun riferimento al codice di Blackbox.

## Caratteristiche
Il suo punto di forza è l'aderenza agli standard, una caratteristica che lo rende adatto per l'integrazione su desktop inusuali. È inoltre decisamente più leggero di KWin o Metacity, ma comunque ricco di opzioni di configurazione. Openbox è fortemente orientato alla funzionalità: la leggerezza va a discapito della grafica.
Le caratteristiche principali sono:
- supporto completo alle convenzioni ICCM;
- supporto completo alle specifiche EWMH;
- rendering del testo tramite Pango, la libreria alla base del toolkit GTK+;
- menu dinamici da dove poter richiamare le applicazioni.

### Modalità di funzionamento
Dispone di un menu dinamico configurabile, richiamato da un evento predefinito del mouse o della tastiera (di default un click col tasto destro sulla scrivania). La peculiarità di questo menu è che, unitamente alla classica configurazione con le opzioni elencate in un file di testo, Openbox offre la possibilità di usare i pipe menu, cioè menu definiti al volo dall'output di un programma.
Ciò apre molte possibilità: ci sono pipe menu associati ai segnalibri di un browser o che monitorano lo stato del PC, che notificano se ci sono nuove E-mail non lette o addirittura che si collegano a feed RSS.

### Configurazione

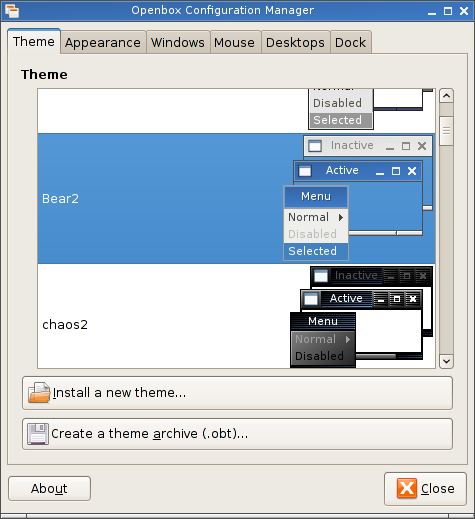
Obconf, l'editor grafico per la configurazione di Openbox

Il manager delle finestre dispone di due file di configurazione posizionati nella cartella ~/.config/openbox: il file menu.xml e rc.xml. L'utente può modificare questi file con un normale editor di testo o, in alternativa, può usare un programma visuale di configurazione: OBConf.
Tutta la configurazione del mouse e della tastiera può essere modificata usando OBConf. Le modalità di configurazione sono innumerevoli: si può impostare, per esempio, che una finestra venga spostata al desktop 3 quando si clicca con il tasto centrale del mouse sul pulsante di chiusura della finestra. Si possono altresì configurare combinazioni di tasti per eseguire i compiti più comuni, come passare da un desktop ad un altro o spostare una finestra tra i desktop.